# Perm Airlines
Perm Airlines (Russisch: Пермские авиалинии) was een Russische luchtvaartmaatschappij met haar hoofdzetel in Perm. Van daaruit vervoerde zij passagiers-, vracht- en chartervluchten uit binnen Rusland en naar omringende landen.

## Geschiedenis
Perm Airlines is in 1993 ontstaan als Perm Avia Enterprise of Permskoe Aviapredpriatie vanuit Aeroflots Perm-divisie.
In 1995 werd de naam gewijzigd in Perm Airlines of Perskie Avialinii.

## Diensten
Perm Airlines voerde lijnvluchten uit naar:(juli 2006)
Binnenland:

Adler-Sotsji, Anapa, Kazan, Krasnodar, Koergan, Moskou, Mineralnye Vody, Nachitsjevan, Norilsk, Novosibirsk, Oefa, Sint-Petersburg, Samara en Soergoet
Buitenland:

Bakoe, Doesjanbe, Chodzjand, Simferopol en Jerevan

## Vloot
De vloot van Perm Airlines bestond uit:(juli 2006)
- 4 Tupolev TU-154B
- 1 Tupolev TU-154M
- 4 Tupolev TU-134A
- 1 Yakolev Yak-40
- 2 Antonov AN-26A
- 1 Antonov AN-24RV
- 2 Antonov AN-24V